# دیوید راب
دیوید راب (انگلیسی: David Robb؛ زادهٔ ۲۳ اوت ۱۹۴۷) بازیگر اهل بریتانیا است.
از فیلم‌ها یا برنامه‌های تلویزیونی که وی در آن نقش داشته است، می‌توان به ویکتوریای جوان، آیوانهو، دانتون ابی، فریب‌کاران و فراطبیعی اشاره کرد.